# Каменица (Дрвар)
Каменица је насељено мјесто у Босни и Херцеговини, у општини Дрвар, које административно припада Федерацији Босне и Херцеговине. Према попису становништва из 2013. у насељу је живјело 42 становника.

## Становништво
|             | 2013.       | 1991.        | 1981.        | 1971.        |
| Укупно      | 42 (100,0%) | 167 (100,0%) | 227 (100,0%) | 333 (100,0%) |
| Срби        | 41 (97,62%) | 163 (97,60%) | 219 (96,48%) | 330 (99,10%) |
| Бошњаци     | 1 (2,381%)  | –            | –            | 1 (0,300%)1  |
| Југословени | –           | 3 (1,796%)   | 8 (3,524%)   | –            |
| Хрвати      | –           | 1 (0,599%)   | –            | 1 (0,300%)   |
| Остали      | –           | –            | –            | 1 (0,300%)   |

1. 1 На пописима од 1971. до 1991. Бошњаци су пописивани углавном као Муслимани.

## Религија
У Каменици је изграђена од 2007. до 2010. год. Српско-православна капела Св. великомученика Димитрија. Капела је 2010. год. освећена од Епископа бихаћко-петровачког г. Хризостома (Јевић).

## Знамените личности
- Марија Бурсаћ, народни херој Југославије